# البرونا

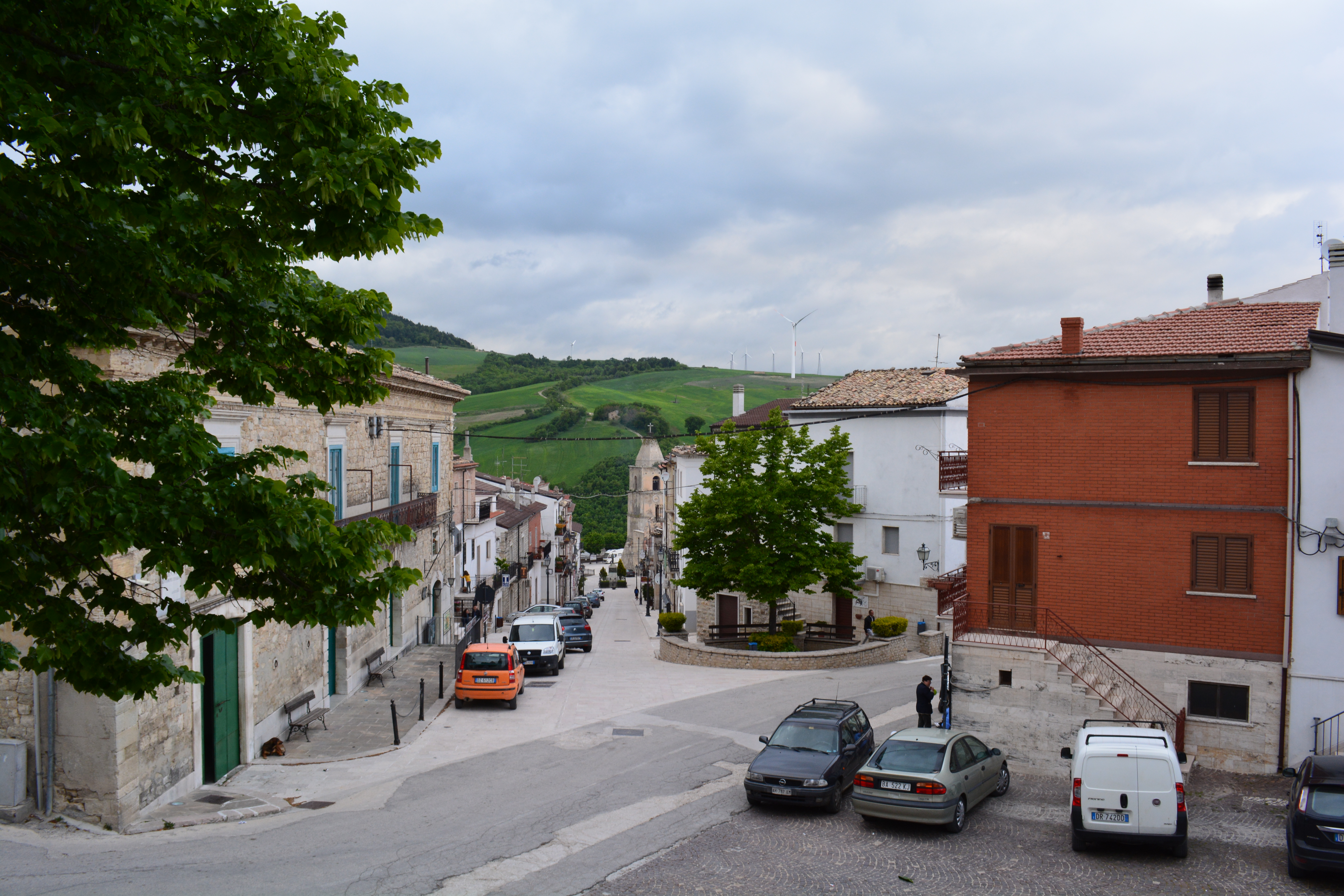
نمایی از شهر البرونا

البرونا (به ایتالیایی: Alberona) یک سکونتگاه مسکونی در ایتالیا است که در استان فوجیا واقع شده‌است.

## خصوصیات
البرونا ۴۹٫۲۶ کیلومترمربع مساحت و ۱٬۰۸۰ نفر جمعیت دارد و ۷۳۲ متر بالاتر از سطح دریا واقع شده‌است.